# Campeonato Paulista de Futebol de 1997
O Campeonato Paulista de Futebol de 1997, também conhecido como Série A1 do Campeonato Paulista de Futebol de 1997, foi a 57.ª edição da principal divisão do futebol de São Paulo organizado pela Federação Paulista de Futebol (FPF). Teve o Corinthians como campeão e o São Paulo como o vice-campeão. Botafogo e América foram rebaixados para a Série A2 da temporada seguinte. Dodô, do São Paulo, foi o maior goleador do torneio, com 19 gols

Regulamento:
Os dezesseis participantes foram divididos em dois grupos de oito times cada. Dentro de cada grupo, as equipes jogam entre si em sistema de todos contra todos, uma única vez. Além disso, cada time enfrenta os oito times do outro grupo em turno e returno, totalizando 23 jogos na primeira fase.
Classificam-se para a segunda fase os dois primeiros colocados de cada grupo, formando um quadrangular final. O campeão será o time que somar a maior pontuação ao final das três rodadas. Em caso de empate na pontuação, será considerada a melhor campanha da equipe na primeira fase.

## Participantes
| Grupo 1    | Grupo 1               | Grupo 2             | Grupo 2    |
| ---------- | --------------------- | ------------------- | ---------- |
| América    | São José do Rio Preto | Araçatuba           | Araçatuba  |
| Botafogo   | Ribeirão Preto        | Corinthians         | São Paulo  |
| Guarani    | Campinas              | Inter de Limeira    | Limeira    |
| Juventus   | São Paulo             | Mogi Mirim          | Mogi Mirim |
| Palmeiras  | São Paulo             | Portuguesa Santista | Santos     |
| Portuguesa | São Paulo             | Rio Branco          | Americana  |
| Santos     | Santos                | São Paulo           | São Paulo  |
| São José   | São José dos Campos   | União São João      | Araras     |